# Henridorff
Henridorff (Duits: Heinrichsdorf in Lothringen) is een gemeente in het Franse departement Moselle (regio Grand Est) en telt 531 inwoners (1999). De plaats maakt deel uit van het arrondissement Sarrebourg-Château-Salins.

## Geografie
De oppervlakte van Henridorff bedraagt 7,4 km², de bevolkingsdichtheid is 71,8 inwoners per km².
De onderstaande kaart toont de ligging van Henridorff met de belangrijkste infrastructuur en aangrenzende gemeenten.

## Demografie
Onderstaande figuur toont het verloop van het inwonertal (bron: INSEE-tellingen).